# Landreville
Landreville település Franciaországban, Aube megyében. Lakosainak száma 385 fő (2022. január 1.). Landreville Celles-sur-Ource, Gyé-sur-Seine, Loches-sur-Ource, Neuville-sur-Seine, Ville-sur-Arce és Viviers-sur-Artaut községekkel határos.

## Népesség
A település népessége az elmúlt években az alábbi módon változott:
| Lakosok száma | 541  | 494  | 534  | 522  | 497  | 468  | 441  | 400  | 391  | 385  |
|               | 1968 | 1982 | 1990 | 2006 | 2013 | 2015 | 2017 | 2019 | 2020 | 2022 |